# Силбаш
Силбаш (слч. Silbaš) је насеље у општини Бачка Паланка, у Јужнобачком округу, у Србији. Према попису из 2022. било је 2073 становника.
Овде се налази Српска православна црква Светог Јована Златоустог у Силбашу.

## Историја
Силбаш спада у најстарија насеља Бачке. Szilbach (данашњи Силбаш) помиње се 1263. године као сусед земљишта по имену Кеси. Верује се да име Силбаш води порекло мађарске речи szilva — шљива. У почетку је село чинило 10-20 домова чији је главни капитал била стока.
Почетком 18. века Силбаш је имао и свој печат који се неколико пута мењао. Према неким подацима, печати су очувани из 1728. и други од 1775. до 1783. Први је имао раоник и сабљу са натписом »Сиг Паги Силбаш 1714«. На другом је изнад унатрашке положеног раоника међу звездама писало С. С. Трећи печат је употребљаван 1828, имао је неког светитеља у орнату православног епископа са златним ореолом и словима »С. С.«
У Силбашу се данас поред српског становништва налази и словачко, а и ромско. Процењује се да су први Словаци у Силбаш дошли око 1770. године. Временом их је било све више, а почетком 1900. било је 180 домова или укупно око 720 лица.
Прва црква у Силбашу подигнута је око 1690. године поред данашњег гробља. Није имала звоно и звоника настрадала је, највероватније, због подземних вода. Године 1733. у православној парохији Силбаш има 109 српских домова а ту су и три православна свештеника: Илија Живковић, Ћирил Максимовић и Игњатије Николић. Нова црква изграђена је 1759. године на месту данашње цркве и била је врло мала. Није имала торањ и имала је само седам икона. Године 1839. изграђен је иконостас који служи и данас и под заштитом је као споменик културе.
Словачка евангеличка црква изграђена је 1838. Данашњи изглед добила је 1886. а саграђена је углавном доприносима верника. Словачка црква веома је водила рачуна о деци. Обезбеђивала је место за наставу и иако сиромашна, успевала је да плаћа учитеља. Први свештеник био је Самуел Бабилон.
Силбаш је уско повезан са Новим Садом, Бачком Паланком, Врбасом и Сомбором.

## Демографија
У насељу Силбаш живи 2073 становника, а просечна старост становништва износи 40,3 година (39,1 код мушкараца и 41,4 код жена). У насељу има 964 домаћинства, а просечан број чланова по домаћинству је 2,96.
Становништво у овом насељу веома је нехомогено.
|  |

| Демографија | Демографија | Демографија |
| Година      | Становника  | Становника  |
| ----------- | ----------- | ----------- |
| 1948.       | 3.308       |             |
| 1953.       | 3.295       |             |
| 1961.       | 3.267       |             |
| 1971.       | 3.144       |             |
| 1981.       | 3.025       |             |
| 1991.       | 2.806       | 2.741       |
| 2002.       | 2.849       | 2.939       |
| 2011.       | 2.467       |             |
| 2022.       | 2.073       |             |

| Етнички састав према попису из 2002.‍ | Етнички састав према попису из 2002.‍ | Етнички састав према попису из 2002.‍ | Етнички састав према попису из 2002.‍ | Етнички састав према попису из 2002.‍ |
| ------------------------------------ | ------------------------------------ | ------------------------------------ | ------------------------------------ | ------------------------------------ |
|                                      |                                      |                                      |                                      |                                      |
| Срби                                 | Срби                                 |                                      | 1.601                                | 56,19%                               |
| Словаци                              | Словаци                              |                                      | 1.018                                | 35,73%                               |
| Роми                                 | Роми                                 |                                      | 44                                   | 1,54%                                |
| Југословени                          | Југословени                          |                                      | 34                                   | 1,19%                                |
| Хрвати                               | Хрвати                               |                                      | 19                                   | 0,66%                                |
| Мађари                               | Мађари                               |                                      | 10                                   | 0,35%                                |
| Словенци                             | Словенци                             |                                      | 2                                    | 0,07%                                |
| Русини                               | Русини                               |                                      | 2                                    | 0,07%                                |
| Црногорци                            | Црногорци                            |                                      | 1                                    | 0,03%                                |
| Украјинци                            | Украјинци                            |                                      | 1                                    | 0,03%                                |
| Румуни                               | Румуни                               |                                      | 1                                    | 0,03%                                |
| Македонци                            | Македонци                            |                                      | 1                                    | 0,03%                                |
| непознато                            | непознато                            |                                      | 15                                   | 0,52%                                |

| Година пописа     | 1948. | 1953. | 1961. | 1971. | 1981. | 1991. | 2002. |
| ----------------- | ----- | ----- | ----- | ----- | ----- | ----- | ----- |
| Број домаћинстава | 863   | 905   | 1.006 | 994   | 990   | 975   | 964   |

| Број чланова      | 1   | 2   | 3   | 4   | 5  | 6  | 7  | 8 | 9 | 10 и више | Просек |
| ----------------- | --- | --- | --- | --- | -- | -- | -- | - | - | --------- | ------ |
| Број домаћинстава | 201 | 242 | 164 | 205 | 86 | 48 | 13 | 4 | 0 | 1         | 2,96   |

| Пол    | Укупно | Неожењен/Неудата | Ожењен/Удата | Удовац/Удовица | Разведен/Разведена | Непознато |
| ------ | ------ | ---------------- | ------------ | -------------- | ------------------ | --------- |
| Мушки  | 1.113  | 323              | 705          | 57             | 27                 | 1         |
| Женски | 1.254  | 240              | 709          | 257            | 47                 | 1         |
| УКУПНО | 2.367  | 563              | 1.414        | 314            | 74                 | 2         |

| Пол    | Укупно                    | Пољопривреда, лов и шумарство | Рибарство                            | Вађење руде и камена | Прерађивачка индустрија       |
| ------ | ------------------------- | ----------------------------- | ------------------------------------ | -------------------- | ----------------------------- |
| Мушки  | 669                       | 384                           | 0                                    | 0                    | 110                           |
| Женски | 402                       | 232                           | 0                                    | 0                    | 48                            |
| УКУПНО | 1.071                     | 616                           | 0                                    | 0                    | 158                           |
| Пол    | Производња и снабдевање   | Грађевинарство                | Трговина                             | Хотели и ресторани   | Саобраћај, складиштење и везе |
| Мушки  | 2                         | 40                            | 35                                   | 5                    | 28                            |
| Женски | 0                         | 2                             | 36                                   | 12                   | 5                             |
| УКУПНО | 2                         | 42                            | 71                                   | 17                   | 33                            |
| Пол    | Финансијско посредовање   | Некретнине                    | Државна управа и одбрана             | Образовање           | Здравствени и социјални рад   |
| Мушки  | 0                         | 6                             | 16                                   | 10                   | 5                             |
| Женски | 2                         | 5                             | 7                                    | 28                   | 14                            |
| УКУПНО | 2                         | 11                            | 23                                   | 38                   | 19                            |
| Пол    | Остале услужне активности | Приватна домаћинства          | Екстериторијалне организације и тела | Непознато            | Непознато                     |
| Мушки  | 9                         | 0                             | 3                                    | 16                   | 16                            |
| Женски | 4                         | 1                             | 0                                    | 6                    | 6                             |
| УКУПНО | 13                        | 1                             | 3                                    | 22                   | 22                            |

## Галерија
- Мартин Бански, оснивач и председник Пољоприведног, кредитног и привредног друштва у Силбашу 1913. године
- Чланови хора Словачког читалачког друштва у Силбашу (1930)
- Фотографија старијег словачког мушкарца и жене, Силбаш (1933)
- Српска Православна црква и Словачка Евангелистичка А. В. црква у Силбашу
- Ватрогасни дом